# 太市村
太市村（おおいちむら）は、かつて兵庫県に存在していた村である。1954年に姫路市などと合併し消滅した。現在の太市小学校区に相当する、姫路市中西部に位置していた。

## 概要
現在の姫路市相野、石倉、太市中、西脇に相当する大津茂川中流域の比較的ひらけた盆地部に位置し、旧村域を南北に流れる川沿いに北は姫路市伊勢地区、南は太子町龍田地区に接する。また、東西を兵庫県道5号姫路上郡線・JR姫新線が貫いており、槻坂を介して西はたつの市小宅地区、東は姫路市飾西地区と連絡している。

## 沿革
- 1889年（明治22年）4月1日 町村制施行に伴い揖東郡太市村発足。
- 1896年（明治29年）4月1日 揖東郡、揖西郡が合併し揖保郡に。
- 1954年（昭和29年）7月1日 姫路市、余部村、曽左村、八木村、糸引村と合併し姫路市が発足したため消滅。

## 教育
- 太市小学校
- 大津茂中学校 - 南隣の龍田村（現太子町の北部に位置していた）との組合立、現在は大白書中学校に統合

## 交通

### 鉄道
- 姫新線：太市駅

### 道路
- 高速道路
  - 山陽自動車道：山陽姫路西IC
- 国道
  - 国道29号
- 県道
  - 兵庫県道5号姫路上郡線
  - 兵庫県道420号石倉太子線
  - 兵庫県道724号姫路新宮線